# Zuckerthermometer
Ein Zuckerthermometer wird für die Zubereitung von Speiseeis, Süßspeisen oder für Speisen aus Schokolade oder in der Konfiserie benutzt. 

## Konstruktion und Anwendung
Meist besteht ein Zuckerthermometer aus Glas in einer feuerfesten Metall- oder Kunststoffhalterung. Handelsüblich sind solche Zuckerthermometer, die auf dem Ausdehnungsthermometer basieren. Es hat einen für den Zubereitungszweck entsprechenden Messbereich von ca. 40 °C bis 200 °C. 
Aufgrund des Messbereichs und der Konstruktion ist es nicht universell einsetzbar und kann wie jedes andere Ausdehnungsthermometer aus Glas durch unsachgemäße Benutzung zerstört werden. Es ist unter anderem nicht geeignet als Fettthermometer oder Bratenthermometer, da die möglichen Temperaturen über 200 °C das Zuckerthermometer zerstören können.
Besonders wichtig ist das Überwachen der Temperatur durch ein Zuckerthermometer, wenn Zutaten benutzt werden, die ihre Konsistenz und Struktur ab einer bestimmten und meist höheren Temperatur in unerwünschter Weise verändern.